# Matthew Engel
Matthew Lewis Engel (geboren 11. Juni 1951 in Northampton) ist ein britischer Journalist und Schriftsteller.

## Leben
Matthew Engel ist ein Sohn des Rechtsanwalts Max David Engel (1912–2005) und der Betty Ruth Lesser. Er besuchte die jüdische Privatschule Carmel College, Oxfordshire und studierte an der Manchester University. Engel war ab 1972 für annähernd 25 Jahre Journalist bei der Zeitung The Guardian und schrieb über Sport und Politik. Er war ab 2001 für eine Zeit deren Auslandskorrespondent in den USA. Engel schrieb später auch als Kolumnist für die Financial Times. Engel gab, mit Unterbrechungen, zwischen 1993 und 2007 das Wisden Cricketers’ Almanack heraus. Er galt als Kritiker der Verbandspolitik des International Cricket Council. Engel veröffentlichte mit That’s The Way It Crumbles: The American Conquest of the English Language Betrachtungen zur Sprachentwicklung des Englisch unter dem Einfluss des Amerikanischen Englisch.
Engel heiratete 1990 die Verlagslektorin  Hilary Davies, sie leben auf einem Bauernhof in Herefordshire. Ihr Sohn Laurie starb 2005 im Alter von 13 Jahren an Krebs, und Engel und seine Frau gründeten eine Stiftung zur Krebsbekämpfung.

## Schriften (Auswahl)
- Ashes '85. Pelham Books, 1985

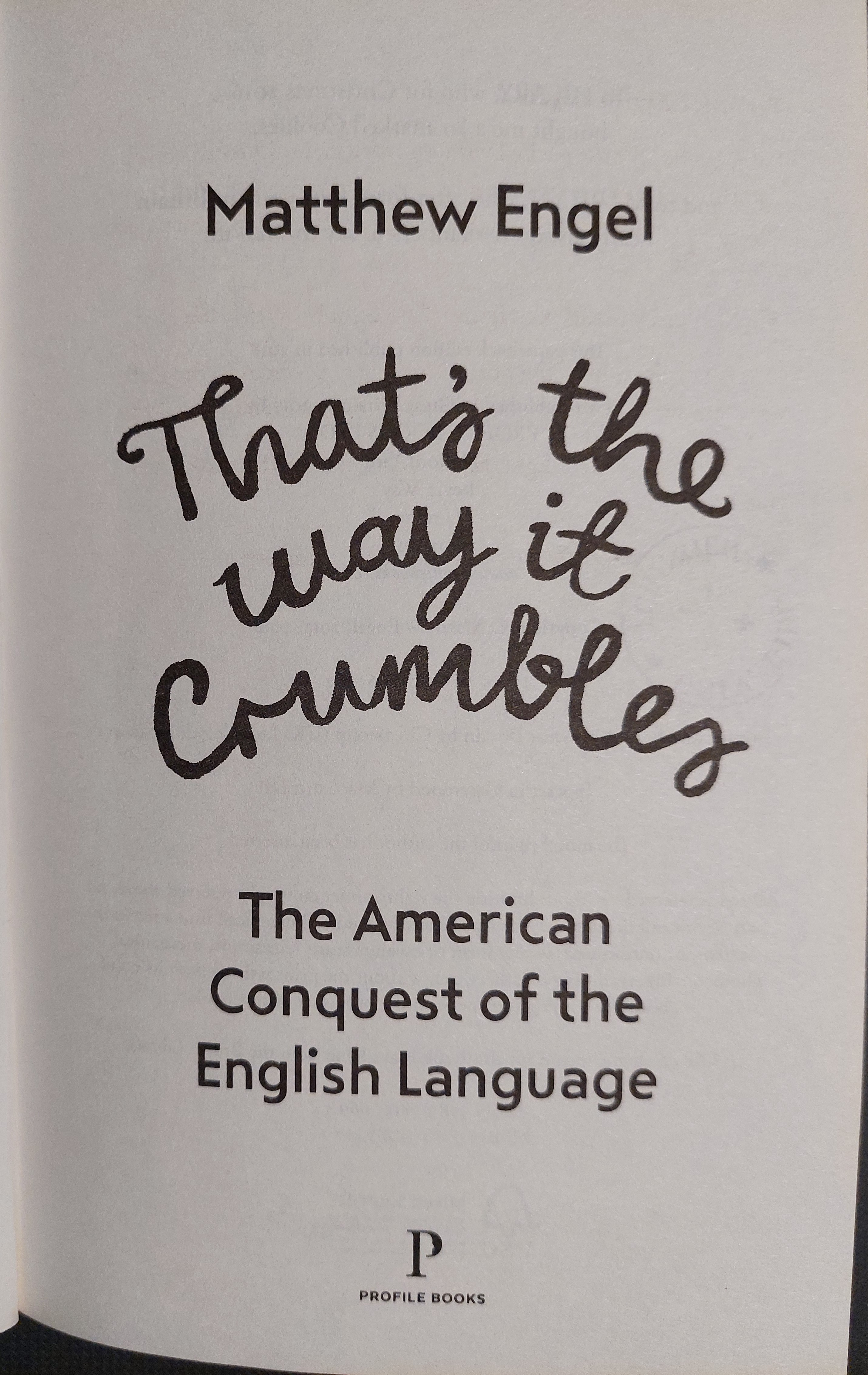
Zweite Auflage 2018

- The Guardian Book of Cricket. Pavilion Books, 1986
- Sports writer's eye: an anthology. Queen Anne Press, 1989
- Ian Morrison, Matthew Engel (Hrsg.): The Sportspages Almanac: Complete Sporting Factbook.  Simon & Schuster, 1990–1992
- (Hrsg.): Wisden Cricketers' Almanack. John Wisden, 1993–2007
- Andrew Radd, Matthew Engel: The History of Northamptonshire CCC (County Cricket History). Christopher Helm, 1993
- Tickle The Public: One Hundred Years of the Popular Press. Orion, 1996
- (Hrsg.): Thirty Obituaries from Wisden. Penguin, 1996
- The Bedside Years: The Best Writing from the Guardian 1951–2000. Atlantic, 2001
- Extracts from the Red Notebooks. Macmillan, 2007
- Eleven Minutes Late: A Train Journey to the Soul of Britain. Macmillan, 2009
- Engel's England: thirty-nine counties, one capital and one man. Profile Books, 2014
- That’s The Way It Crumbles: The American Conquest of the English Language. Profile Books, 2017
- The Reign - Life in Elizabeth's Britain: Part I: The Way It Was, 1952-79. Atlantic Books, 2022